# Wahlen zum Senat der Vereinigten Staaten 1880 und 1881
Die Wahlen zum Senat der Vereinigten Staaten 1880 und 1881 zum 47. Kongress der Vereinigten Staaten fanden zu verschiedenen Zeitpunkten statt. Die Wahlen fanden parallel zur Präsidentschaftswahl 1880 statt, in der James A. Garfield gewählt wurde. Vor der Verabschiedung des 17. Zusatzartikels wurden die Senatoren nicht direkt gewählt, sondern von den Parlamenten der Bundesstaaten bestimmt.
Zur Wahl standen 25 Senatssitze der Klasse I, deren Inhaber 1874 und 1875 für eine Amtszeit von sechs Jahren gewählt worden oder später nachgerückt waren. Zusätzlich fanden für einen dieser Sitze sowie zwei der Klasse III Nachwahlen statt, die keine parteipolitischen Änderungen ergaben.
Von den 25 regulär zur Wahl stehenden Sitzen waren 14 von Demokraten, zehn von Republikanern und einer von einem Vertreter der Anti-Monopoly Party besetzt. Acht Amtsinhaber wurden wiedergewählt (4 D, 4 R), drei weitere Sitze konnten die Demokraten halten, vier die Republikaner. Die Republikaner gewannen den Sitz der Anti-Monopolisten und sechs Sitze der Demokraten, diese verloren einen weiteren Sitz an die Readjuster, gewannen aber auch zwei der Republikaner. Damit verloren die Demokraten ihre Mehrheit, die am Ende des 46. Kongresses bei 42 gegen 31 Republikaner, einem Anti-Monopolisten sowie einem Unabhängigen gelegen hatte, im neuen Kongress saßen 37 Republikaner, 37 Demokraten, ein Readjuster und ein Unabhängigen.
Zu Veränderungen nach der Wahl siehe auch Liste der Mitglieder des Senats im 47. Kongress der Vereinigten Staaten.

## Ergebnisse

### Wahlen während des 46. Kongresses
Die Gewinner dieser Wahlen wurden vor dem 4. März 1881 in den Senat aufgenommen, also während des 46. Kongresses.
| Staat    | Amtierender Senator       | Partei       | Nachwahl   | Datum         | Ergebnis                | Neuer Senator    |
| -------- | ------------------------- | ------------ | ---------- | ------------- | ----------------------- | ---------------- |
| Alabama  | Luke Pryor                | Demokrat     | Klasse III | 23. Nov. 1880 | von Demokraten gehalten | James L. Pugh    |
| Georgia  | John B. Gordon            | Demokrat     | Klasse III | 26. Mai 1880  | von Demokraten gehalten | Joseph E. Brown  |
| Michigan | Henry P. Baldwin, ernannt | Republikaner | Klasse I   | 19. Jan. 1881 | bestätigt               | Henry P. Baldwin |

- ernannt: Senator wurde vom Gouverneur als Ersatz für einen ausgeschiedenen Senator ernannt, Nachwahl nötig.
- bestätigt: ein als Ersatz für einen ausgeschiedenen Senator ernannter Amtsinhaber wurde bestätigt.

### Wahlen zum 47. Kongress
Die Gewinner dieser Wahlen wurden am 4. März 1881 in den Senat aufgenommen, also bei Zusammentritt des 47. Kongresses. Alle Sitze dieser Senatoren gehören zur Klasse I.
| Staat         | Amtierender Senator   | Partei        | Datum          | Ergebnis                   | Neuer Senator         |
| ------------- | --------------------- | ------------- | -------------- | -------------------------- | --------------------- |
| Connecticut   | William W. Eaton      | Demokrat      | 1881           | Zugewinn Republikaner      | Joseph R. Hawley      |
| Delaware      | Thomas F. Bayard      | Demokrat      | 1881           | wiedergewählt              | Thomas F. Bayard      |
| Florida       | Charles W. Jones      | Demokrat      | 1881           | wiedergewählt              | Charles W. Jones      |
| Indiana       | Joseph E. McDonald    | Demokrat      | 1881           | Zugewinn Republikaner      | Benjamin Harrison     |
| Kalifornien   | Newton Booth          | Anti-Monopoly | 1880           | Zugewinn Republikaner      | John F. Miller        |
| Maine         | Hannibal Hamlin       | Republikaner  | 1881           | von Republikanern gehalten | Eugene Hale           |
| Maryland      | William P. Whyte      | Demokrat      | 1880           | von Demokraten gehalten    | Arthur P. Gorman      |
| Massachusetts | Henry L. Dawes        | Republikaner  | 1881           | wiedergewählt              | Henry L. Dawes        |
| Michigan      | Henry P. Baldwin      | Republikaner  | 18. Jan. 1881  | von Republikanern gehalten | Omar D. Conger        |
| Minnesota     | Samuel J. R. McMillan | Republikaner  | 1881           | wiedergewählt              | Samuel J. R. McMillan |
| Mississippi   | Blanche Bruce         | Republikaner  | 1880           | Zugewinn Demokraten        | James Z. George       |
| Missouri      | Francis Cockrell      | Demokrat      | 1881           | wiedergewählt              | Francis Cockrell      |
| Nebraska      | Algernon Paddock      | Republikaner  | 1880           | von Republikanern gehalten | Charles Van Wyck      |
| Nevada        | William Sharon        | Republikaner  | 12. Jan. 1881  | Zugewinn Demokraten        | James Graham Fair     |
| New Jersey    | Theodore F. Randolph  | Demokrat      | 1881           | Zugewinn Republikaner      | William J. Sewell     |
| New York      | Francis Kernan        | Demokrat      | 20. Jan. 1881  | Zugewinn Republikaner      | Thomas C. Platt       |
| Ohio          | Allen G. Thurman      | Demokrat      | 1880           | Zugewinn Republikaner      | John Sherman          |
| Pennsylvania  | William A. Wallace    | Demokrat      | 23. Feb. 1881  | Zugewinn Republikaner      | John I. Mitchell      |
| Rhode Island  | Ambrose Burnside      | Republikaner  | 1880           | wiedergewählt              | Ambrose Burnside      |
| Tennessee     | James E. Bailey       | Demokrat      | 1880 oder 1881 | von Demokraten gehalten    | Howell E. Jackson     |
| Texas         | Samuel B. Maxey       | Demokrat      | 1881           | wiedergewählt              | Samuel B. Maxey       |
| Vermont       | George F. Edmunds     | Republikaner  | 1880           | wiedergewählt              | George F. Edmunds     |
| Virginia      | Robert E. Withers     | Demokrat      | 1881           | Zugewinn Readjuster        | William Mahone        |
| West Virginia | Frank Hereford        | Demokrat      | 1880 oder 1881 | von Demokraten gehalten    | Johnson N. Camden     |
| Wisconsin     | Angus Cameron         | Republikaner  | 26. Jan. 1881  | von Republikanern gehalten | Philetus Sawyer       |

- wiedergewählt: ein gewählter Amtsinhaber wurde wiedergewählt.

### Wahlen während des 47. Kongresses
Die meisten Gewinner dieser Wahlen wurden nach dem 4. März 1881 in den Senat aufgenommen, also während des 47. Kongresses. Die Wahl in Virginia fand vorzeitig statt, Johnston blieb bis zum 3. März 1883 im Amt.
| Staat        | Amtierender Senator  | Partei       | Nachwahl   | Datum         | Ergebnis                   | Neuer Senator            |
| ------------ | -------------------- | ------------ | ---------- | ------------- | -------------------------- | ------------------------ |
| Maine        | James G. Blaine      | Republikaner | Klasse II  | 18. März 1881 | von Republikanern gehalten | William P. Frye          |
| Minnesota    | Alonzo J. Edgerton   | Republikaner | Klasse II  | 30. Okt. 1881 | von Republikanern gehalten | William Windom           |
| New York     | Thomas C. Platt      | Republikaner | Klasse I   | 27. Juli 1881 | von Republikanern gehalten | Warner Miller            |
| New York     | Roscoe Conkling      | Republikaner | Klasse III | 29. Juli 1881 | von Republikanern gehalten | Elbridge G. Lapham       |
| Rhode Island | Ambrose Burnside     | Republikaner | Klasse I   | 5. Okt. 1881  | von Republikanern gehalten | Nelson W. Aldrich        |
| Virginia     | John W. Johnston     | Demokrat     | Klasse II  | 21. Dez. 1881 | Zugewinn Readjuster        | Harrison H. Riddleberger |
| Wisconsin    | Matthew H. Carpenter | Republikaner | Klasse III | 14. März 1881 | von Republikanern gehalten | Angus Cameron            |

## Einzelstaaten
In allen Staaten wurden die Senatoren durch die Parlamente gewählt, wie durch die Verfassung der Vereinigten Staaten vor der Verabschiedung des 17. Zusatzartikels vorgesehen. Das Wahlverfahren bestimmten die Staaten selbst, es war daher von Staat zu Staat unterschiedlich. Teilweise ergibt sich aus den Quellen nur, wer gewählt wurde, aber nicht wie.
Das Third Party System der Parteien in den Vereinigten Staaten bestand aus der Demokratischen Partei, die hauptsächlich in den Südstaaten stark war, sowie der gemäßigt abolitionistischen, im Norden verankerten Republikanischen Partei. In Virginia war einige Jahre lang die Readjuster Party dominierend.